# Tragedia del Puente de las Américas
Ocurrido el 24 de mayo de 1971, un bus de pasajeros que venía del distrito de La Chorrera rumbo a Ciudad de Panamá perdió el control, chocando con la baranda del puente de las Américas y cayendo al vacío, a una altura de 48 metros rumbo a un campo de tanques de gasolina ubicado en Balboa (antigua Zona del Canal de Panamá). El saldo fue de 38 muertos (incluyendo el conductor) y 5 sobrevivientes, y fue el peor accidente vial en la historia de Panamá, hasta el accidente migrante de Gualaca del 15 de febrero de 2023.